# Borowa (Fastiw)
Borowa (ukrainisch Борова; russisch Боровая Borowaja) ist eine Siedlung städtischen Typs in der ukrainischen Oblast Kiew mit etwa 7300 Einwohnern (2017).

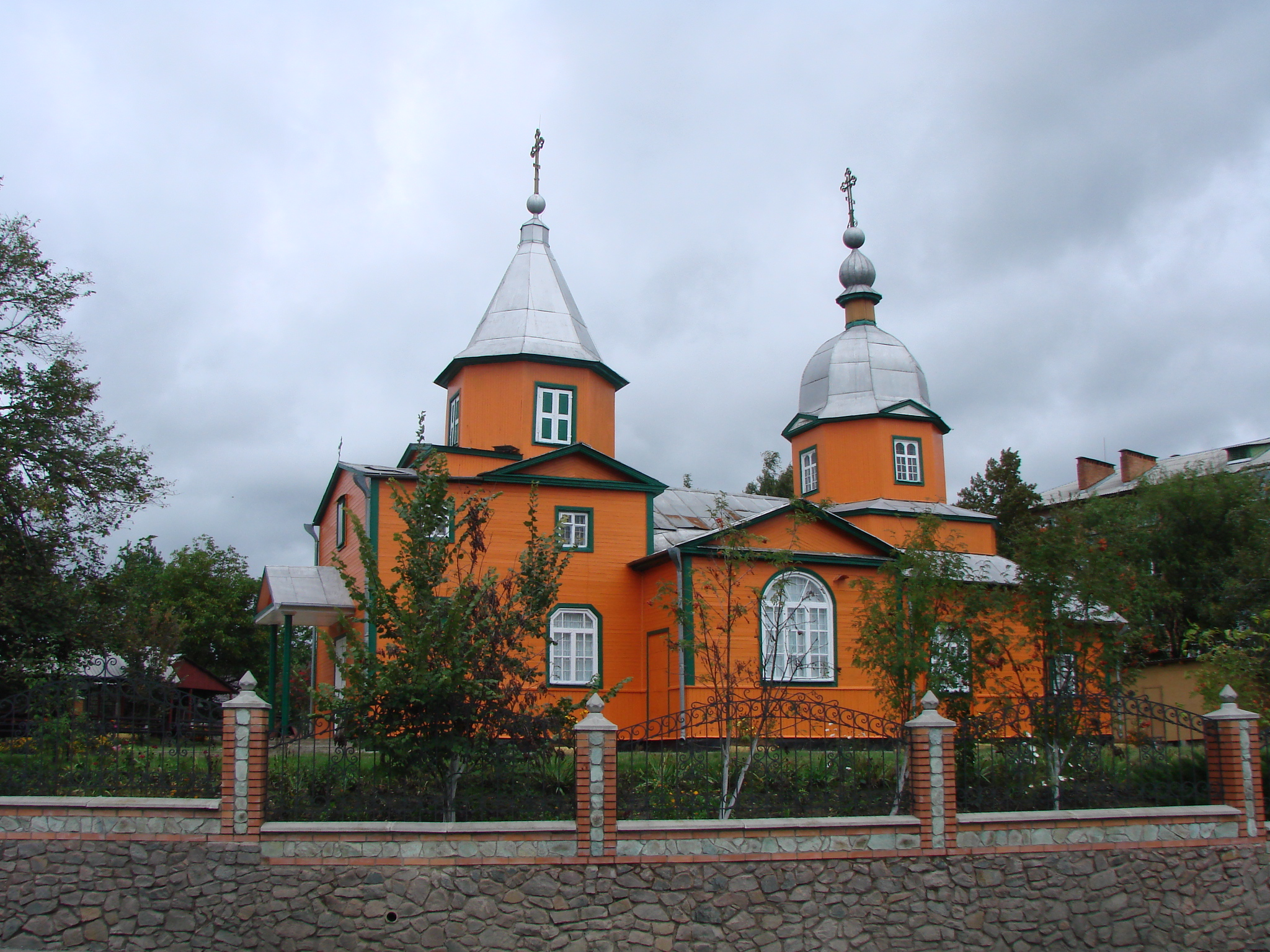
Mariä-Himmelfahrt-Kirche in Borowa

Die Siedlung liegt am Ufer der Stuhna (Стугна), einem 70 km langen, rechten Nebenfluss des Dnepr, der hier zu kleinen Stauseen angestaut ist. Borowa befindet sich im Rajon Fastiw an der Grenze zum Rajon Wassylkiw 21 km nordöstlich vom Rajonzentrum Fastiw und 55 km südwestlich vom Stadtzentrum Kiews in Nachbarschaft zum östlich angrenzenden Dorf Mala Soltaniwka.
Die Siedlung besitzt einen Bahnhof an der Bahnstrecke Fastiw-Kiew.

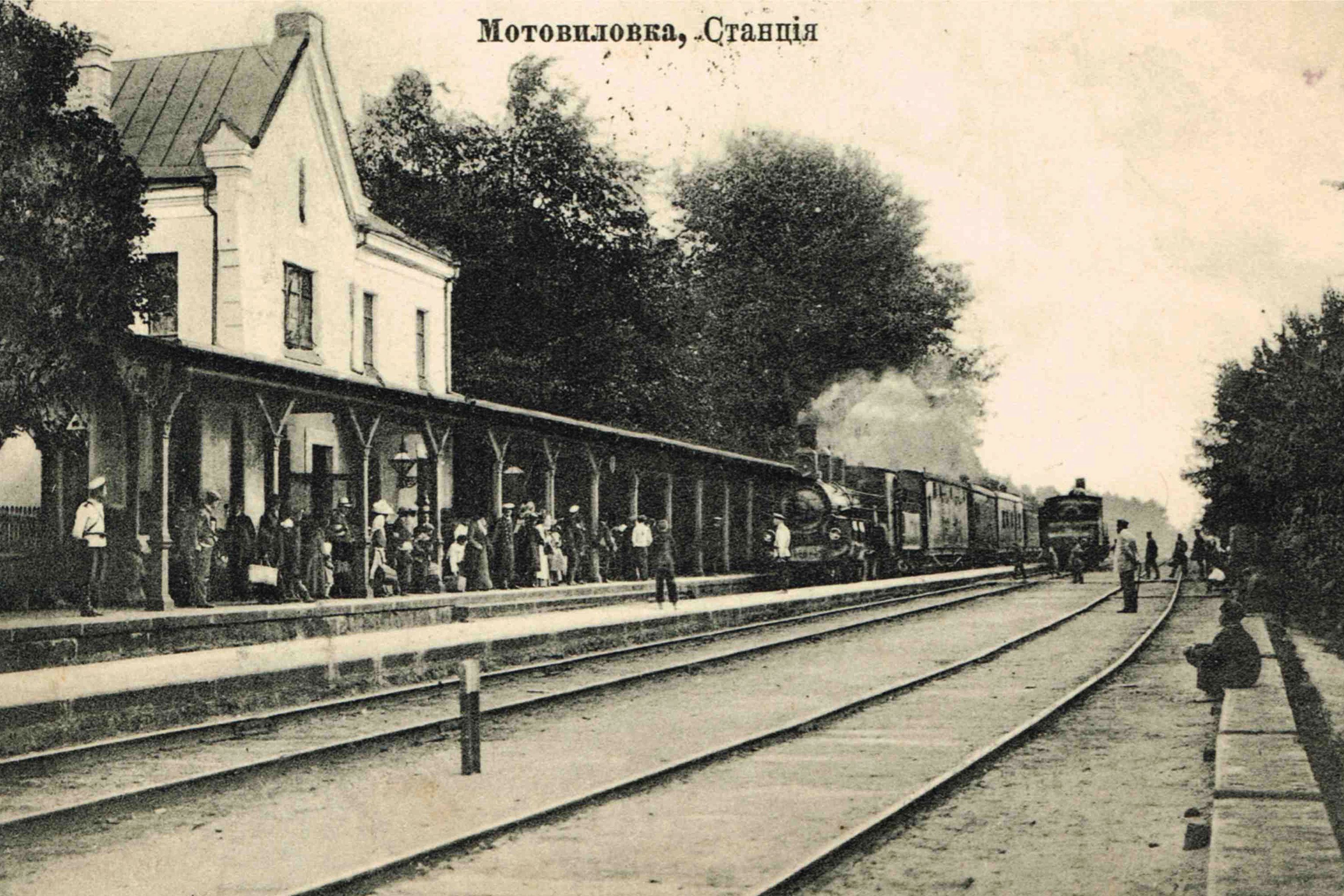
Der Bahnhof der Ortschaft im Jahr 1912

Borowa besitzt seit 1938 den Status einer Siedlung städtischen Typs.
Am 12. Juni 2020 wurde die Siedlung ein Teil der neugegründeten Stadtgemeinde Fastiw, bis dahin bildete sie die gleichnamige Siedlungsratsgemeinde Borowa (Борівська селищна рада/Boriwska selyschtschna rada) im Nordosten des Rajons Fastiw.